# Hygronoma
Hygronoma är ett släkte av skalbaggar som beskrevs av Wilhelm Ferdinand Erichson 1837. Hygronoma ingår i familjen kortvingar.
Släktet innehåller bara arten Hygronoma dimidiata.